# Imlili
Imlili (arabiska: امليلي; spanska: Imilili) är en ort i den av Marocko kontrollerade delen av det omstridda området Västsahara.
Enligt Marockos administrativa indelning tillhör orten en landskommun med samma namn i provinsen Wadi al-Dhahab. Denna kommun hade 3 149 invånare enligt Marockos folkräkning 2014.